# Підкумок (селище)
Підкумок — селище Предгірного району Ставропольського краю Росія.

## Історія
- Засноване у 1932 році на базі господарства військового санаторію міста Кисловодськ.

## Освіта
- Середня школа № 17
- Дитяча музична школа № 3
- Дитячий садок № 31

| Росія | Це незавершена стаття з географії Росії. Ви можете допомогти проєкту, виправивши або дописавши її. |